# Västra Ingelstads församling
Västra Ingelstads församling var en församling i Lunds stift och i Vellinge kommun. Församlingen uppgick 2002 i Vellinge-Månstorps församling.

## Administrativ historik
Församlingen har medeltida ursprung. Före den 1 januari 1886 (ändring enligt beslut den 17 april 1885) var namnet Ingelstads församling.
Församlingen var till 1 maj 1924 moderförsamling i pastoratet (Västra) Ingelstad och Östra Grevie. Från 1 maj 1924 till senast 1998 var församlingen moderförsamling i pastoratet Västra Ingelstad, Östra Grevie, Mellan-Grevie och Södra Åkarp som från 1962 även omfattade Arrie församling och från 1962 till 1980  Törringe församling. Åtminstone från 1998 till 2002 var den annexförsamling i pastoratet Vellinge, Gessie, Eskilstorp, Hököpinge, Västra Ingelstad, Östra Grevie, Mellan-Grevie, Södra Åkarp och Arrie. Församlingen uppgick 2002 i Vellinge-Månstorps församling.

## Kyrkor
- Västra Ingelstads kyrka